# Могилевский, Алексей Алексеевич
Алексей Алексеевич Могилевский (март 1909, Новониколаевск — 2 апреля 1958, Сталино) — советский горный инженер, изобретатель, лауреат Государственной премии (1946).

## Биография
Родился 23 марта 1909 года в Новониколаевске. После того как отца, работника железнодорожной мастерской станции Обь и слесаря кожзавода, выслали в 1924 году на Соловки (позднее — в Ишим) из-за отказа передать деньги в пользу государства, забота о содержании семьи с четырьмя детьми и матерью-домохозяйкой целиком перешла под его ответственность.
В Новосибирске окончил 12-ю школу-девятилетку (1925) с промышленно-экономической направленностью, также получил годичное образование в местном промышленно-экономическом техникуме. С 1926 по 1930 год был экономистом в новосибирком Сибрасмаслотресте.
В января 1930 года направлен на работу, связанную с коллективизацией, и до июля 1931 года трудился инструктором Топчихинской МТС. Затем получил должность техника-плановика механического цеха на Сибкомбайне, параллельно начал посещать вечерний Институт сельскохозяйственного машиностроения.
С 1932 по 1938 год учился в Томском индустриальном институте (горный факультет). Занимался научными исследованиями и одновременно преподавал горную электротехнику. Получив диплом горного инженера, отправился в Прокопьевск (1938—1939). Работал на шахте комбината Кузбассуголь (помощник главного механика, главный механик).
С января по сентябрь 1940 года трудился инженером-проектировщиком в «Кузбассшахтпроекте» (будущий «Сибгипрошахт»), после чего перешёл работь под управление Кузбасскомбината.
В сентябре 1940 — мае 1948 года работал главным механиком шахты Коксовая № 1 треста Кузбассуголь (Прокопьевск). В 1948 году министр угольной промышленности СССР согласно Указу Президиума Верховного Совета СССР от 10 сентября 1947 года присвоил инженеру персональное звание — Горный директор.
Занимал должности главного инженера (с 1948) и директора (с 1956) в Новосибирском филиале Гипроуглемаша.
Изобретённые Могилевским машины и механизмы сыграли большую роль в развитии угольной отрасли СССР.

## Награды
Два ордена Трудового Красного Знамени (1943, 1957), медали.

## Сочинения
- Временная инструкция по эксплуатации и уходу за Сбоечно-буровой машиной СБМ-1 системы инж. Могилевского. М.: Углетехиздат, 1945;
- Проходческий комбайн ШБМ-1у. Москва—Харьков: Углетехиздат, 1953.[1]